# Кузнецова, Евгения Ивановна
Евге́ния Ивановна Кузнецо́ва (замуж. Зацепина) (род. 1 января 1936, Тамбов, Воронежская область) — советская легкоатлетка, специалистка по метанию диска. Выступала за сборную СССР по лёгкой атлетике в 1959—1964 годах, призёрка первенств всесоюзного значения, участница двух летних Олимпийских игр. Представляла Москву и Вооружённые силы. Мастер спорта СССР.

## Биография
Родилась 1 января 1936 года в Тамбове.
Занималась лёгкой атлетикой в Москве под руководством тренера Л. Митровпольского, выступала за добровольное спортивное общество «Труд» и Центральный спортивный клуб армии.
Впервые заявила о себе на международном уровне в сезоне 1959 года, когда вошла в состав советской сборной и выступила в матчевой встрече со сборной США в Филадельфии, где в метании диска с результатом 49,56 стала второй позади своей соотечественницы Нины Пономарёвой.
В 1960 году на чемпионате СССР в Москве завоевала бронзовую награду, метнув диск на 52,20 метра. Благодаря этому успешному выступлению удостоилась права защищать честь страны на летних Олимпийских играх в Риме — в финале показала результат 51,43 метра, расположившись в итоговом протоколе соревнований на пятой строке.
В 1964 году на чемпионате СССР в Киеве с результатом 55,70 стала второй, уступив только Тамаре Пресс. Принимала участие в Олимпийских играх в Токио — здесь в финале метания диска вновь заняла пятое место, показав результат 55,17 метра.

## Награды
- Медаль «За трудовое отличие» (16.09.1960) — за успешные выступления в XVII летних и VIII зимних Олимпийских играх 1960 года, а также за выдающиеся спортивные достижения[3]